# Strzelectwo na Olimpiadzie Letniej 1906 – karabin wojskowy, klęcząc lub stojąc, 300 m
Karabin wojskowy, klęcząc lub stojąc, 300 m, był jedną z konkurencji strzeleckich rozgrywanych podczas Olimpiady Letniej 1906 w Atenach. Zawody odbyły się 23 kwietnia na strzelnicy w Kallithei, miejscowości położonej niedaleko Aten.
Startowało 46 strzelców z dwunastu reprezentacji (najlepiej obsadzona strzelecka konkurencja zawodów). Zawodnicy mogli oddać 30 strzałów, za każdy z nich można było zdobyć 10 punktów. Maksymalna liczba punktów do zdobycia – 300. Wybór pozycji strzeleckiej był dowolny (można było strzelać klęcząc lub stojąc).
W zawodach wystąpił jeden Grek reprezentujący Kretę.

## Wyniki
| Miejsce       | Zawodnik                    | Trafienia w tarczę | Wynik |
| ------------- | --------------------------- | ------------------ | ----- |
| 1             | Louis Richardet             | 30                 | 238   |
| 2             | Jean Reich                  | 29                 | 234   |
| 3             | Raoul de Boigne             | 30                 | 232   |
| 4             | Léon Moreaux                | 30                 | 231   |
| 5             | Maurice Lecoq               | 30                 | 224   |
| 6             | Julius Braathe              | 30                 | 223   |
| 7             | Marcel Meyer de Stadelhofen | 30                 | 222   |
| 8             | Gudbrand Skatteboe          | 30                 | 221   |
| 9             | Ole Holm                    | 30                 | 217   |
| 10            | Maurice Faure               | 30                 | 216   |
| 11            | Ole Tobias Olsen            | 29                 | 213   |
| 12            | Albert Helgerud             | 30                 | 203   |
| 13            | Ludwig Ternajgo             | 28                 | 202   |
| 14            | Caspar Widmer               | 29                 | 200   |
| 15            | John Møller                 | 30                 | 195   |
| 16            | Jean Fouconnier             | 30                 | 193   |
| 17            | Frangiskos Mawromatis       | 30                 | 193   |
| 18            | Vilhelm Carlberg            | 30                 | 191   |
| 19            | Asmund Enger                | 26                 | 189   |
| 20            | Aleksandros Teofilakis      | 28                 | 186   |
| 21            | Jeorjos Orfanidis           | 30                 | 185   |
| 22            | Hermann Martin              | 30                 | 184   |
| 23            | Sidney Merlin               | 30                 | 175   |
| 24            | Konrad Stäheli              | 29                 | 174   |
| 25            | László Szemere              | 30                 | 171   |
| 26            | Hübner von Holst            | 28                 | 164   |
| 27            | Heinrich Hintermann         | 27                 | 154   |
| 28            | Eric Carlberg               | 29                 | 151   |
| 29            | L. Vignola                  | 25                 | 151   |
| 30            | Aristidis Kronis            | 23                 | 133   |
| 31            | R. Pastorino                | 24                 | 130   |
| 32            | Troffaes                    | 23                 | 125   |
| 33            | Mattias Triandafilidis      | 25                 | 124   |
| 34            | Dimitrios Spiliotopulos     | 24                 | 118   |
| 35            | Nikolaos Malintretos        | 27                 | 114   |
| 36            | Caro                        | 23                 | 110   |
| 37            | Renno                       | 26                 | 109   |
| 38            | Dimitrios Petropulos        | 27                 | 108   |
| 39            | G. Bortolato                | 19                 | 108   |
| 40            | J. Marucci                  | 23                 | 106   |
| 41            | Antonín Ehrenberger         | 24                 | 104   |
| 42            | Emilio Mainoldi             | 20                 | 86    |
| Nie ukończyli | Franco Micheli              |                    |       |
| Nie ukończyli | L. De Floriani              |                    |       |
| Nie ukończyli | Joanis Teofilakis           |                    |       |
| Nie ukończyli | Anastasios Karadzas         |                    |       |